# Canto de Ossanha
"Canto de Ossanha" é uma canção escrita por Vinicius de Moraes (letra) e por Baden Powell (música), no início de 1966 e gravada por diversos artistas, como Elis Regina, Elza Soares, Quarteto em Cy, Jair Rodrigues, Caterina Valente, Mariza, Emilio Santiago, Maysa e Cauby Peixoto. Esta canção tornou-se em um dos símbolos do sincretismo do Brasil com a África via Bahia e é o afro-samba mais conhecido e regravado do planeta.
A canção "Canto de Ossanha" foi considerada a nona melhor do Brasil de acordo com a lista das 100 maiores músicas brasileiras pela Rolling Stone Brasil.

## Gravação
O projeto liderado por Vinicius de Moraes e Baden Powell foi inspirado pela descoberta de gravações de músicas de candomblé e sambas de roda. Baden, após ouvir tais gravações, ficou fascinado e aprofundou-se nos estilos musicais durante uma visita à Bahia. "Canto de Ossanha", como outros afrossambas, foi enriquecido com elementos clássicos no arranjo de Guerra Peixe, incluindo um duo de saxofones em diálogo com a seção rítmica.

## Interpretação
No candomblé, Ossanha é essencial em todas as cerimônias por ser a detentora da força mágica das plantas, conhecida como axé. Essa importância pode explicar por que "Canto de Ossanha" é a primeira faixa de "Os Afro-Sambas", o terceiro álbum que resultou da colaboração entre Baden Powell e Vinicius de Moraes.
De acordo com a mitologia iorubá, há uma forte rivalidade entre Ossanha e Xangô, pois Ossanha teria tentado roubar Obá, uma das mulheres de Xangô. Isso resultou na ira de Xangô, que fez Ossanha perder uma de suas pernas. Outra versão diz que a rivalidade começou quando Ossanha roubou o fogo e o deu aos humanos. Essa rivalidade entre os dois orixás é refletida no enredo da música "Canto de Ossanha". Além disso, essa rivalidade e a relação entre as faixas explicam a ordem do álbum, onde "Canto de Ossanha" abre espaço para as outras músicas, incluindo "Canto de Xangô".
Na letra de "Canto de Ossanha", Vinicius de Moraes utiliza frases simples que ganham significados mais profundos quando combinadas. Ele explora a ideia de que a negação de algo pode ser tão importante quanto a afirmação, refletindo a complexidade da vida e do tempo. Essa abordagem cria um movimento dialético na música e na letra, onde a negação e a afirmação se entrelaçam, mostrando como a vida está em constante transformação.

## Equipe
- Vocais - Vinícius de Moraes, Quarteto em Cy
- Violão - Baden Powell
- Flauta - Nicolino Copia
- Saxofone - Pedro Luiz de Assis e Aurino Ferreira
- Baixo - Jorge Marinho
- Bateria - Reisinho
- Percusão - Alfredo Bessa, Nelson Luiz, Alexandre Silva Martins, Gilson de Freitas, Mineirinho e Adyr José Raimundo
- Arranjos - Guerra Peixe [14]